# 短吻拟海蠕鳗
短吻拟海蠕鳗（学名：Parabathymyrus brachyrhynchus）也称短吻擬深海蠕鰻，是糯鳗科（康吉鳗科）拟海蠕鳗属的一种，广泛分布于太平洋西部海域。